# Luis de Velasco de oudere

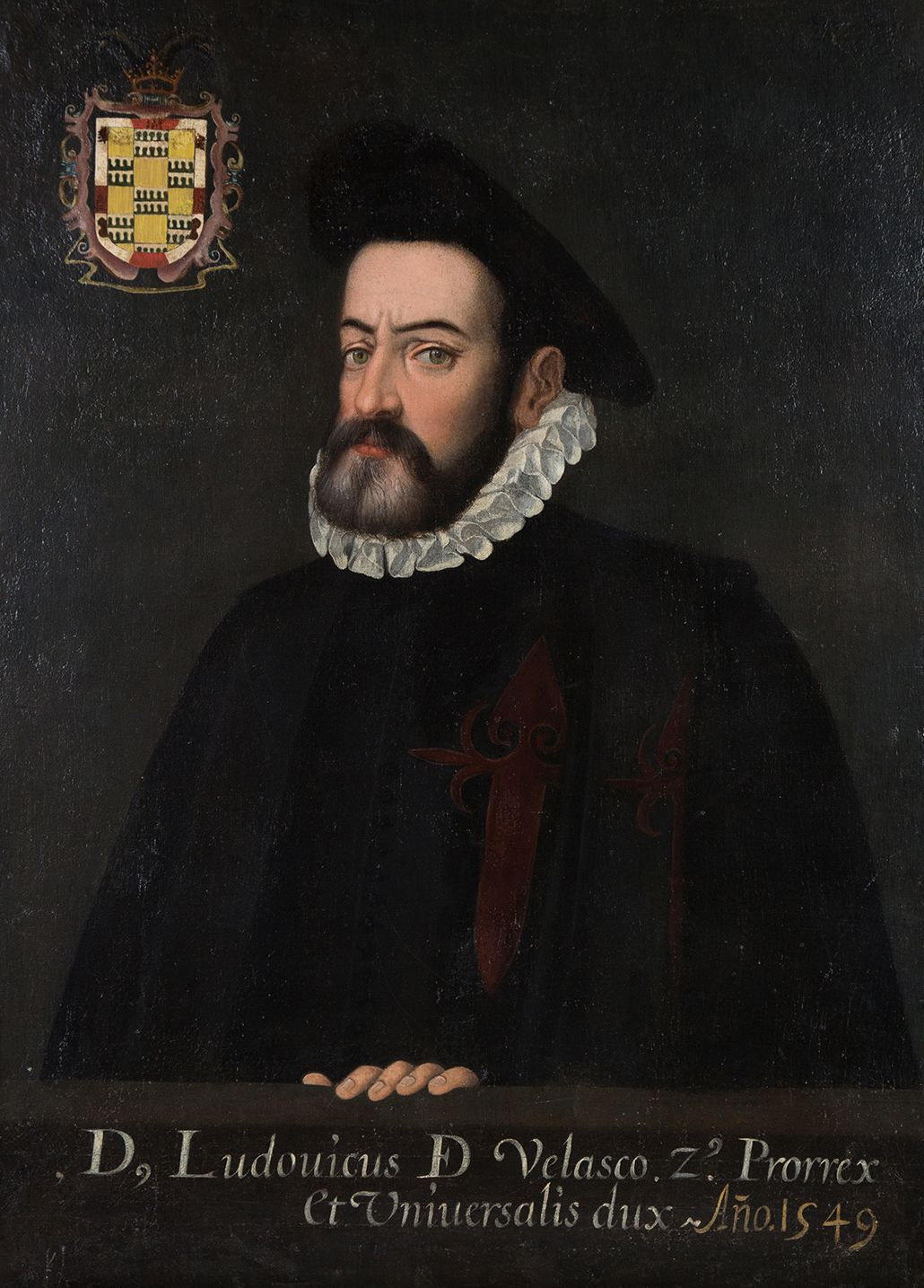
Luis de Velasco de oudere

Luis de Velasco (Carrión de los Condes, 1511 - Mexico-Stad, 31 juli 1564) was een Spaans militair. Van 1550 tot 1564 was hij vicekoning van Nieuw-Spanje.
Velasco was een zoon van een edelman uit de provincie Palencia, on 1511. Hij kreeg een militair opleiding en werd in 1547 aanvoerder van de Spaanse troepen in Navarra. Filips II, onder de indruk van zijn prestaties, zond hem in 1550 naar Nieuw-Spanje om de problemen aldaar op te lossen. Hij was in het gezelschap van zijn zoon Luis de Velasco de jongere. Hij verving Antonio de Mendoza, die verbannen werd naar Peru wegens corruptie.
Velasco probeerde een einde te maken aan de wantoestenden in de goudmijnen. Hij liet indiaanse slaven beschermen tegen hun eigenaren en liet er 150.000 vrij. In 1551 stichtte hij de Koninklijke en Pauselijke Universiteit van Mexico, de eerste universiteit op het Amerikaanse continent. Hij stichtte de steden San Miguel el Grande, Durango, San Felipe de Ixtlahuaca en Nombre de Dios en liet verschillende openbare gebouwen, waaronder ziekenhuizen, openen.
In de laatste jaren richtte hij zich op de uitbreiding van de Spaanse koloniën. Hij zond Tristán de Luna y Arellano eropuit om Florida te koloniseren en hij zond Miguel López de Legazpi en Andrés de Urdaneta naar de Filipijnen. De kolonisatie van Florida werd geen succes, maar de expedities naar Filipijnen waren wel succesvol en dat land zou nog tot 1898 onder Spaanse controle blijven.
- Biblioteca Nacional de España: XX1528821
- Catàleg d'autoritats de noms i títols de Catalunya: 981058620268506706
- Gemeinsame Normdatei: 1053297378
- International Standard Name Identifier: 0000 0000 6345 8781
- Library of Congress Control Number: n83213929
- Nationale Bibliotheek van Tsjechië: jo2016924181
- Nationale Bibliotheek van Israël: 987007460751005171
- Nederlandse Thesaurus van Auteursnamen: 139138374
- Système universitaire de documentation: 125703260
- Virtual International Authority File: 11231494
- WorldCat: E39PBJjhGfrhfPfXvgcwQjH9jC